# Naturschutzgebiet Baljåsen
Das Naturschutzgebiet Baljåsen (schwedisch Baljåsen naturreservat) ist ein Naturschutzgebiet in der schwedischen Provinz Västra Götalands län, auf dem Gebiet der Gemeinde Åmål. Neben zahlreichen Wäldern, seltenen, und teils bedrohten Pflanzen und Tieren, befindet sich im Naturschutzgebiet mit 301 Metern auch der höchste Berg der historischen Provinz Dalsland, der Baljåsen.

## Flora
Aufgrund der nährstoffreichen und kalkhaltigen Böden gibt es zahlreiche Pflanzen und Kräuter wie das Christophskraut oder Waldmeister. Außerdem gibt es auch einige seltene und bedrohte Pflanzen wie den Feld-Kranzenzian. Der Wald in diesem Gebiet ist sehr vielfältig. Es gibt Nadelwälder mit Fichten und Kiefern. Laubwälder mit Eichen, Espen, Birken, Eschen, Linden, Ahorn und Ulmen. Des Weiteren gibt es noch zahlreiche Mischwälder.

## Fauna
Aufgrund der üppigen Pflanzenwelt gibt es auch eine vielfältige Tierwelt. Viele der Vögel sind selten und stehen auf der Roten Liste gefährdeter Arten, wie der Weißrückenspecht.
Das Naturschutzgebiet ist Teil des EU-ökologischen Netzwerks von Naturschutzgebieten, Natura 2000.